# Combefa
 Combefa là một xã trong tỉnh Tarn thuộc vùng Occitanie ở miền nam nước Pháp. Xã này nằm ở khu vực có độ cao trung bình 240 mét trên mực nước biển.
Tại đây có phế tích lâu đài "Château de Combefa". 